# Marcos Pavan
Marcos Pavan (São Paulo, 23 de outubro de 1962) é um presbítero católico brasileiro, maestro diretor da Pontifícia Capela Musical Sistina.

## Biografia
Nascido em São Paulo, formou-se em direito na Universidade de São Paulo em 1985.
Foi ordenado sacerdote pela Diocese de Campo Limpo em 29 de junho de 1996 e enviado a Roma para estudar filosofia no Centro de Estudos Superiores dos Legionários de Cristo e teologia e direito canônico na Pontifícia Universidade de São Tomás de Aquino.

Em 1998, tornou-se assistente dos Pueri Cantores. Em 10 de julho de 2019 foi nomeado diretor interino da Capela Musical Pontifícia após a renúncia de Massimo Palombella.